# 狄迪墨婭 (塞琉古一世的姊妹)
狄迪墨婭（希臘語:Δηιδάμεια , 約四世紀人物），她出身馬其頓王國上馬其頓貴族，父親是腓力二世的軍官安條克，母親是勞迪絲。狄迪墨婭的兄弟塞琉古一世是亞歷山大大帝的繼業者，日後建立塞琉古帝國。可能有一個叔叔叫做托勒密。
約翰·馬拉拉斯（John Malalas）透露狄迪墨婭嫁給一個不知名的希臘貴族，分別有兩個兒子稱為尼卡諾爾和尼科美德，然而這兩個希臘名字在約翰·馬拉拉斯年代相當常見。狄迪墨婭的存在相當令人質疑，可能與塞琉古宣稱他是太陽神阿波羅之子的神話有關，狄丹墨婭這個名字很可能是以米利都附近的狄迪瑪（Didyma）而來，當地有個很大的阿波羅神廟，另外狄迪墨婭的故事在當地很盛行。

## 來源
- Grainger, John D. Seleukos Nikator: Constructing a Hellenistic Kingdom. New York: Routledge, 1990 (hardcover, ISBN 0-415-04701-3).
- Waldemar Heckel. Who's who in the age of Alexander the Great: prosopography of Alexander's empire . Oxford: Blackwell, 2006, ( ISBN 1-4051-1210-7).